# 第六届中国国际进口博览会
第六届中国国际进口博览会（英語：The 6th China International Import Expo），又称2023年中国国际进口博览会，是由中华人民共和国商务部和上海市人民政府主办的大型博览会，主办地点位于中国上海市国家会展中心，举办时间为2023年11月5日至11月10日。
因应2019冠状病毒病疫情防控措施全面解除，本届进博会全面恢复线下办展。

## 筹备
2022年8月8日，第六届进博会招展工作在参展商签约仪式上宣布启动，首批共签约8家企业。11月6日，在中国国际进口博览会参展商联盟大会上，约60家企业和机构签约第六届进博会。
2023年2月3日，第六届进博会公布首批参展商名单，共有206家。
2023年7月7日，中国国际进口博览局副局长孙成海透露，第六届进博会企业商业展签约面积已超过33万平方米，吸引世界500强和行业龙头企业超280家参展。7月22日，海关总署出台支持2023年第六届中国国际进口博览会17条便利措施。其中要求，在评估确认风险可控的前提下，允许无动植物疫情流行国家和地区未获检疫准入的动植物产品、食品，经特许审批后可入境参展，以此扩大参展范围。
2023年10月17日，第六届进博会志愿者在国家会展中心宣誓上岗。截至当日，第六届进博会已招募来自上海40余所学校的学生志愿者5700余名，参与志愿服务总人数预计比以往三届均有明显增长，其中也包括部分外国在华留学生志愿者。志愿者可提供近20个语种的咨询服务。而上海市红十字会还专门配备了红十字会志愿者。
2023年10月23日，国务院新闻办公室就第六届中国国际进口博览会筹备情况召开新闻发布会。商务部副部长盛秋平介绍，第六届进博会预计将迎来154个国家、地区和国际组织参加，有超过3400家参展商和39.4万名专业观众注册报名，全面恢复到疫情前水平；另外超过100名世界500强和行业龙头企业全球总部高管已确认参会，突破规模纪录。

### 防疫措施
由于2019冠状病毒病在中国大陆已于2023年1月8日转为“乙类乙管”，故从本届进博会起，取消所有针对人员和物品的防疫措施。2023年7月28日，上海市市场监管局负责人表示，第六届进博会不再设立“进口冷链食品总仓”，不再对进口冷链食品统一实施外包装消毒和核酸检测，进口冷链食品可直接进入展馆。

### 安保工作
2023年10月24日，上海市公安局在国家会展中心举行第六届中国国际进口博览会安保誓师大会，1400余名公安民警、辅警参与大会。翌日，上海市人民政府发布三份通告，加强第六届进博会期间安全检查和安全管理，期限自10月25日至11月12日止。其中要求，公共交通运营单位应当严格落实乘坐公共交通工具安全检查措施，进一步加强临检抽查；暂停民用枪支弹药配售、配购（含行政审批），停止射击竞技体育运动单位、营业性射击场等民用枪支使用单位实弹射击训练、经营活动，停止影视制作单位道具枪拍摄活动，所有民用枪支弹药入库封存；停止爆破作业单位实施爆破作业项目；禁止除经批准可用于特定用途外的民用无人机等“低慢小”航空器飞行、施放。11月1日，南通市人民政府发布通告，称为上海地区低空空域安全，11月4日至11月10日南通市行政区域内禁止“低慢小”航空器飞行、施放，但经依法批准用于航拍、警务应急救援等活动的除外。

### 交通保障
为配合第六届进博会召开，上海交通部门出台交通保障组织方案。地铁方面，针对场馆附近的线路和站点，上海地铁将实施大客流预警机制；公交方面，将常规保障89条相关线路，另外71路区间线、121路2条常规公交线延伸至场馆周边停车场，乘客可凭本届进博会有效证件免费乘坐。此外，有关部门还配置了70辆公交应急保障备车。巡游出租车方面，保障期间安排的巡游出租车运力规模约21000辆次，计划供车数较上届增加约27%。主要运营企业配备纯电动出租车近3000辆，组建进博会保障专属车队。
2023年10月21日起，上海海事局对上海相关水域实施水上交通管控措施。另外苏州轨道交通发布通告称，为配合第六届进博会安保工作，10月26日至11月12日临时关闭花桥站东西两端换乘连廊。
2023年10月24日，上海市公安局决定于10月25日至11月12日期间，对入沪高速公路省际道口实施集中检查，同时对上海市内部分道路和区域实施交通管制。10月25日至11月5日，2号线徐泾东站2、3、4、5号口临时关闭。
2023年11月1日，上海市公安局决定于11月4日和5日对上海部分区域、道路、轨道交通车站、轮渡和观光隧道等采取临时交通管制措施。道路管制方面，除持有专用通行证车辆和人员外，其他车辆禁止在受管制的道路通行（部分道路亦禁止行人通行）。地铁方面，11月4日17时至当日运营结束，2、10号线南京东路站，14号线豫园站临时封站；11月5日当日运营开始至14时，2号线徐泾东站临时封站。另外11月4日16时至19时，黄浦江轮渡东金线、泰公线停航，外滩观光隧道11月4日暂停运营。

## 开幕式
第六届进博会开幕式于2023年11月5日举行。来自世界154个国家、地区和国际组织的政商学等各界代表约1500人出席开幕式，中共中央政治局常委、国务院总理李强发表主旨演讲，中共中央总书记、国家主席习近平向第六届进博会致信。李强在开幕式上表示，在中国改革开放45周年之际，中国将持续推进“市场机遇更大”的开放、“规则对接更好”的开放、“创新动能更足”的开放和“包容共享更强”的开放。同时更好发挥上海在对外开放中的重要作用，推进上海自由贸易试验区高水平制度型开放，并在上海建设“丝路电商”合作先行区。

## 会期活动

### 展览
第六届进博会共有69个国家和3个国际组织参加国家展，其中11国首次参展，34国首次线下参展；同时重新设立主宾国，本届主宾国由洪都拉斯、哈萨克斯坦、塞尔维亚、南非、越南担任。中国馆展览面积由此前的1500平方米增至2500平方米，规模为历届之最。本届进博会还设有“中国自由贸易试验区建设十周年成就展”，展示重点展示中国“推进高水平开放和高质量发展”的成果。另外上海美国商会与美国农业部合作参展本届进博会，设立“美国食品和农业馆”，共有17家参展商。这是美国首次以官方名义参展。与此同时，此前受到中国禁令影响的美国存储芯片制造商美光首次参展。
第六届进博会企业展已有约3000家企业签约参展，展览面积约36.7万平方米，参展的世界500强和行业龙头企业数达289家，均超过之前历届水平。参展企业中，有约200家企业连续6年签约参展，约400家企业时隔两年以上回归参展。企业展展区仍延续食品及农产品、汽车、医疗器械及医药保健、技术装备、消费品、服务贸易六大展区，各展区的参展企业数量以及参展面积都较往年有所增加。另外各地方和有关部门组建39个政府交易团和4个行业交易团，下设750余个交易分团。

### 论坛与配套活动
第六届进博会预计有来自30多个国家和地区的330余位嘉宾将参加虹桥国际经济论坛。本届虹桥论坛将举办开幕式及“投资中国年”峰会等重要活动，分专题举行外资企业圆桌会，发布《世界开放报告2023》及最新世界开放指数，开设22场分论坛。另外展会已排期配套现场活动124场，涵盖政策解读、贸易对接、投资促进、研究发布等类别。
11月5日，第六届虹桥国际经济论坛召开《世界开放报告2023》发布暨国际研讨会，会上发布了《世界开放报告2023》和世界开放指数。报告显示，2022年，世界开放指数为0.7542，比2021年下降0.4%，为2008年以来第二低的水平，连续第七年介于0.75和0.76之间。新加坡、德国和香港在2022年世界开放指数排名中位列前三。中国的开放指数从2012年的0.7107跃升至2022年的0.7517，提高了5.7%，排名从第47位跃升至第40位。

## 成果
2023年11月5日，震坤行与陶氏公司签署价值3亿美元的采购订单，成为第六届进博会签下的“首日首单”，该订单涉及到有机硅产品，其中有一款改性二甲基硅液体，为亚太首发产品。同日，青浦区市场监管局为沙朗爵士供应链管理（上海）有限公司和云仟牧食品（上海）有限责任公司分别颁发本届进博会参展商的首张营业执照和首张食品经营许可证。
截至11月7日展会期间，中央企业交易团、国家卫生健康委交易团、相关地方交易团共举办85场集中签约活动，达成合作意向近600项。虹桥论坛方面，先后举办“投资中国年”高峰会议暨上海城市推介活动，发布“投资中国年”招商引资活动成果，举办5场圆桌会和自贸试验区专场投资促进活动。另外《世界开放报告2023》发布暨国际研讨会等22场分论坛，就绿色发展、数字经济、智能科技等热点议题广泛深入研讨，发布《世界开放报告2023》和最新世界开放指数。
11月6日至8日，第六届中国国际进口博览会贸易投资对接会举办。近4000家展客商参加洽谈对接，达成合作意向416项，累计实现意向合作金额约181亿美元。
11月10日，中国国际进口博览局副局长孙成海在第六届进博会闭幕通气会上介绍，第六届进博会按一年计意向成交金额784.1亿美元，比上届增长6.7%，创下新高。

## 评论

### 正面
在第六届进博会举办前，有媒体报道称，美国将派出“史上最高层级的代表团”参加本届进博会，包括联邦政府高级别官员，此前则为企业、贸易组织和地方官员参加。另外美国联邦政府首次以官方名义参展。分析称，美国联邦政府此举是为中美之间的农产品和食品贸易释放了良性开放的信号。而美国大豆出口委员会首席执行官苏健称，虽然中美关系仍然存在一些分歧，但美国农业方面的代表希望与中国保持良好关系。美国驻华大使尼古拉斯·伯恩斯于11月2日在美国驻华使馆官邸举行的招待会上表示，“农业可能是我们两国政府关系中的成功范例，因为我们双方有着完美的互补”。美国伊利诺伊理工大学经济学教授哈伊里·图尔克表示，进博会的举办让世界经济更加开放，是中国致力于扩大开放的举措，已成为“中国坚定支持自由贸易和全球化的象征”。

### 负面
2023年11月3日，中国欧盟商会副主席代开乐表示，进博会与其展现中国改革开放的一面，更像是政治营销、政治作秀，政治色彩太浓，而不是真正的商业和贸易活动。中國歐盟商會方面還表示，与进博会所称的推动中国从全球进口的说辞相反，过去五年中国对欧洲的贸易顺差大幅度增长。自首届进博会以来，欧洲企业的参与率已从42%下降至32%，欧洲企业正在变得大失所望。